# Festival GoEast 2020
Le Festival GoEast 2020, 20e édition du festival, se déroule du 5 au 11 mai 2020.

## Déroulement et faits marquants
Le film Rounds (V Krag) de Stephan Komandarev remporte le Lily d'or du meilleur film. Le prix du meilleur réalisateur est remis à Karolis Kaupinis pour Nova Lituania.

## Sélection

### En compétition
- Negative Numbers de Uta Beria  Géorgie
- A Dark, Dark Man de Adilkhan Yerzhanov  Kazakhstan
- Atlantis de Valentyn Vasyanovych  Ukraine
- Ivana the Terrible (Ivana cea Groaznica) de Ivana Mladenović  Roumanie  Serbie
- What a Country! (Koja je ovo drzava!) de Vinko Brešan  Croatie  Serbie
- Lessons of Love (Lekcja miłości) de Małgorzata Goliszewska et Kasia Mateja  Pologne
- My Morning Laughter (Moj jutarnji smeh) de Marko Đorđević  Serbie
- Nova Lituania de Karolis Kaupinis  Lituanie
- Froth de Ilya Povolotsky  Russie
- Two Roads (Postiženi muzikou) de Radovan Síbrt  Tchéquie
- Funérailles d'État (Proshanie so Stalinym) de Sergei Loznitsa  Pays-Bas  Lituanie
- Heat Singers (Spivaye Ivano-Frankivskteplokomunenergo) de Nadia Parfan  Ukraine
- Immortal (Surematu) de Ksenia Okhapkina  Estonie  Lettonie
- Rounds (V Krag) de Stephan Komandarev  Bulgarie  Serbie
- Sunday (Воскресенье, Voskresenye) de Svetlana Proskourina  Russie
- Zana de Antoneta Kastrati  Kosovo  Albanie

### Bioskop
- Andreï Tarkovski. A Cinema Prayer de Andreï Tarkovski Jr.  Russie
- Leaving Afghanistan (Братство) de Pavel Lounguine  Russie
- Daymohk de Masja Novikova  Pays-Bas
- Comrade Drakulitch (Drakulics elvtárs) de Márk Bodzsár  Hongrie
- Jesus Shows You the Way to the Highway de Miguel Llansó  Espagne  Estonie  Éthiopie  Lettonie  Roumanie
- Golden Voices de Evgueni Rouman  Israël
- Numbers de Oleh Sentsov et Akhtem Seitablayev  Ukraine  Pologne  Tchéquie
- Never Happened de Barbora Berezňáková  Slovaquie  Tchéquie

## Palmarès

### En compétition
- Lily d'or du meilleur film : Rounds de Stephan Komandarev
- Prix du meilleur réalisateur : Karolis Kaupinis pour Nova Lituania
- Prix de la diversité culturelle : Immortal de Ksenia Okhapkina